# Big Time (Peter Gabriel)
Big Time è un singolo del musicista britannico Peter Gabriel pubblicato nel 1986 ed estratto dall'album So.

## Il brano
Dal punto di vista musicale, Big Time alterna la tonalità di La minore nel ritornello a quella di La maggiore nelle strofe, e viene suonata su un tempo di 166bpm.
La parte di basso è suonata in un modo unico dal bassista Tony Levin e dal batterista Jerry Marotta: mentre Levin schiaccia le corde del basso fretless, Marotta le colpisce con le bacchette della batteria, ottenendo così un suono estremamente percussivo della parte di basso (sulla scia di quest'esperienza, Levin in seguito ha inventato i funk fingers, in pratica piccole punte di bacchetta che si possono attaccare alle dita per ottenere un suono percussivo del basso anche dal vivo). La parte di batteria del brano è invece suonata dal batterista dei Police Stewart Copeland.
Dopo il successo di Sledgehammer, per Big Time Peter Gabriel ha realizzato un altro videoclip di grosso impatto visivo, utilizzando di nuovo animazioni di creazioni in plastilina di David Daniels filmati a passo uno. Il video è stato girato nei Peter Wallach Studios, diretto da Stephen R. Johnson e prodotto da Prudence Fenton, con un contributo del Grafico Wayne White.

## Formazione
- Stewart Copeland – batteria
- Simon Clark – organo Hammond, Fairlight CMI, basso
- Tony Levin – funk fingers
- Jerry Marotta – funk fingers
- David Rhodes – chitarra
- Daniel Lanois – chitarra (surf music)
- Peter Gabriel – voce, CMI, sintetizzatore, Sequential Circuits Prophet-5, Linn LM-1
- P. P. Arnold – cori
- Coral Gordon – cori
- Dee Lewis – cori
- Wayne Jackson – tromba, cornetta
- Mark Rivera – sassofono alto, sassofono tenore e sassofono baritono
- Don Mikkelsen – trombone

## Versioni
- 1986 – Peter Gabriel, Big Time, 45 giri, Geffen Records – 7-28503, USA, prodotto da Daniel Lanois[4]. Questa versione contiene i brani seguenti:

1. "Big Time" - 4:24
2. "We Do What We're Told (Milgram's 37) - 3:20

- 1987 – Peter Gabriel, Big Time, 45 giri, Virgin – PGS3 12, Regno Unito, prodotto da Daniel Lanois[5]. Questa versione contiene i brani seguenti:

1. "Big Time (Extended Version)" - 6:14
2. "Big Time (Seven Inch Version)" - 4:26
3. "Curtains" - 3:28

- 1987 – Peter Gabriel, Big Time, cassetta singola, Virgin – PGT 312, Europa[6]. Questa versione contiene i brani seguenti:

1. "Big Time (Extended Version)" - 6:14
2. "Curtains" - 3:28
3. "No Self Control (Live Version)" - 5:09
4. "Across The River" - 7:12

## Utilizzi del brano nei media
Big Time è presente nei seguenti film:
1. Norbit del 2007 con Eddie Murphy;
2. Big del 1988 con Tom Hanks;
3. Inside Job del 2010;
4. Postman Pat: The Movie, film d'animazione del 2014.

Il brano è stato inoltre utilizzato nel videogioco Wii Imagine Fashion Party, come tema dell'NBA nel 2012, e come uno dei temi musicali ufficiali di WrestleMania 22, ventiduesima edizione dell'annuale pay-per-view di wrestling svoltosi il 2 aprile 2006 a Rosemont, nell'Illinois.